# Dendrobium atavus
Dendrobium atavus är en orkidéart som beskrevs av Johannes Jacobus Smith. Dendrobium atavus ingår i släktet Dendrobium, och familjen orkidéer.
Artens utbredningsområde är Java. Inga underarter finns listade i Catalogue of Life.